# Velký přeshraniční limpopský park

Mapa parku

Velký přeshraniční limpopský park, anglicky Great Limpopo Transfrontier Park, je území chráněné přírody nazvané po řece Limpopo, které vytvořily tři jihoafrické státy při svých hranicích. Je tvořeno Krugerovým národním parkem v Jihoafrické republice, národním parkem Gonarezhou v Zimbabwe, národními parky Limpopo, Banhine a Zinave v Mosambiku a několika dalšími menšími oblastmi. Park má rozlohu 35 000 km² (tedy větší než např. Belgie). Memorandum o vzniku parku bylo podepsáno v roce 2000. Cílem bylo umožnit zvířatům obnovit přirozené migrační trasy, které byly přerušené politickými hranicemi, a uměle rozprostřít populace jednotlivých druhů, které byly v minulosti vytlačeny z některých oblastí válkou. V roce 2001 začal první takový přesun, 40 slonů z Krugerova parku do parku Limpopo (plánováno je přemístit takto 1000 slonů). Vznik parku je ovšem komplikovaný, v roce 2003 se nepodařilo smlouvu o vzniku parku ratifikovat v Mosambiku a Zimbabwe. Ploty mezi jednotlivými parky byly přesto strženy. Výhledově by se park měl rozrůst na 99 800 km², což je území větší než Maďarsko.